# Dom Gibor
Dom Gibor (hebr. בית גיבור) – biurowiec w osiedlu Menaszijja w mieście Tel Awiw, w Izraelu.

## Historia
W latach 70. XX wieku rozpoczęto tworzenie centrum biznesowo-handlowego Centrum Tekstylne, które znajdowało się w bezpośrednim sąsiedztwie Parku Charlesa Clore’a. Na wzór amerykańskich obszarów metropolitalnych przygotowano plan architektoniczny, który przewidywał budowę wysokich biurowców, szerokich dróg dojazdowych i dużych parkingów. Pierwsze wieżowce zaczęły powstawać w 1978. Obecnie znajduje się tutaj duże centrum biznesowe miasta.
Pierwszym wieżowcem, który powstał w 1978 w północno-zachodnim rogu kompleksu, był Dom Gibor. Całe centrum zostało wybudowane na jednej wspólnej platformie, będącej podstawą do budowy kolejnych budynków. W podstawie mieszczą się centra handlowe, parkingi oraz wejścia do biurowców. Pomiędzy biurowcami znajduje się duży centralny dziedziniec. Wokół niego wzniesiono parami sześć wieżowców: dwa po stronie południowej, dwa po stronie północnej i dwa pośrodku.

## Dane techniczne
Budynek ma 18 kondygnacji i wysokość 65 metrów. Budynek jest stosunkowo wąski (15 metrów) i bardzo długi (54 metry).
Wieżowiec wybudowano w stylu modernistycznym. Wzniesiono go ze stali i gotowych betonowych prefabrykatów. Rdzeń budynku jest ośmioboczną bryłą, w której umieszczono pięć wind. Każdy betonowy prefabrykat ma wymiary 135 na 340 centymetrów. Wąskie otwory w dolnej przestrzeni kontaktowej pomiędzy kolejnymi panelami, służą jako otwory wentylacyjne. Okna ustawiono w sposób pochyły, dzięki czemu w znaczny sposób zmniejszono ilość promieni słonecznych padających na budynek i zmniejszono koszty utrzymania klimatyzacji. Elewacja jest wykonana w kolorach białym i jasnym brązie.
Wieżowiec jest wykorzystywany jako biura prywatnych firm handlowych. Ze względu na wysoki poziom wód gruntowych zrezygnowano z budowy podziemnego parkingu. W zastępstwie na parking wykorzystano trzy najniższe kondygnacje budynku.